# National Association of Scuba Diving Schools
La National Association of Scuba Diving Schools (NASDS, in italiano Associazione Nazionale Scuba Diving Sub) è una organizzazione statunitense di addestramento alla subacquea che si occupa della diffusione della subacquea attraverso l'insegnamento.
Fondata più di 65 anni fa, è stata una delle prime organizzazioni a richiedere l'uso del manometro (1960), ad utilizzare il giubbotto ad assetto variabile nella didattica (1969) ed a usare il Nitrox.
Nel 1999 la NASDS si è unita alla Scuba Schools International, facendo convergere così i programmi didattici in una sola didattica.
Gli standard di addestramento NASDS sono riconosciuti internazionalmente dal World Recreational Scuba Training Council.